# Травневе (Берестинський район)
Травневе (до 18 лютого 2016 — Червоний Жо́втень) — село в Україні, у Берестинському районі Харківської області. Входить до складу Зачепилівської селищної територіальної громади. Населення становить 118 осіб.

## Географія
Село знаходиться в балці Жучиха по якій протікає пересихаючий струмок з загатами, примикає до села Молодіжне, на відстані 3,5 км розташоване село Бердянка, за 3,5 км проходить автомобільна дорога М18 (E105).

## Історія
Село засноване 1920 року.
У 2016 році село Червоний Жовтень перейменовано на Травневе.
До 2017 року належало до Бердянської сільської ради. Відтак увійшло до складу Зачепилівської громади.
Після ліквідації Зачепилівського району 19 липня 2020 року село увійшло до Красноградського (Берестинського) району.
22 червня 2023 року рішенням № 230 Національної комісії зі стандартів державної мови віднесено до списку населених пунктів, які «можуть не відповідати лексичним нормам української мови», зокрема стосуватися «російської імперської чи колоніальної політики». Громаді рекомендовано обґрунтувати доцільність збереження поточної назви або запропонувати нову назву в установленому законодавством порядку.

## Населення
Згідно з переписом УРСР 1989 року чисельність наявного населення села становила 91 особа, з яких 46 чоловіків та 45 жінок.
За переписом населення України 2001 року в селі мешкало 117 осіб.

### Мова
Розподіл населення за рідною мовою за даними перепису 2001 року:
| Мова            | Кількість | Відсоток |
| --------------- | --------- | -------- |
| українська      | 451       | 87.57 %  |
| російська       | 53        | 10.29 %  |
| вірменська      | 7         | 1.36 %   |
| білоруська      | 1         | 0.19 %   |
| інші/не вказали | 3         | 0.59 %   |
| Усього          | 515       | 100 %    |

## Економіка
- Молочно-товарна ферма.

## Об'єкти соціальної сфери
- Фельдшерсько-акушерський пункт.

## Персоналії
- Насонов Віктор Володимирович (*1975) — старший сержант Збройних Сил України, учасник російсько-української війни, Герой України (2023).